# Campeonato Gaúcho de Futebol Feminino de 2023
O Campeonato Gaúcho Feminino de 2023 é a vigésima sexta edição desta competição de futebol feminino organizada pela Federação Gaúcha de Futebol (FGF).
A competição é composta de quatro fases e é disputada por dez equipes entre os meses de julho e novembro. Na primeira fase, os participantes foram divididos em um grupo de turno único, no qual os 4 primeiros colocados avançam para a fase seguinte. Grêmio e Internacional ingressam diretamente na segunda fase. Nas fases eliminatórias, o resultado agregado das duas partidas definiram quem avançou à fase seguinte.
Os times eliminados na semifinal disputarão um jogo que definirá o terceiro lugar e o classificado para o Campeonato Brasileiro de Futebol Feminino - Série A3 de 2024, caso os clubes classificados para a final já estejam classificados para as Séries A1 ou A2.

## Formato e participantes
O Gauchão Feminino Ipiranga terá oito equipes na disputa da primeira fase, que jogarão entre si em grupo único. As quatro melhores colocadas avançam para segunda fase, onde se juntam a Grêmio e Internacional. A busca pela vaga nas semifinais também será disputada em turno único em jogos todos contra todos. As quatro primeiras equipes seguem na briga pelo título. As semifinais e finais serão disputadas em jogos de ida e volta. Assim como na temporada passada, a decisão de terceiro lugar será em jogo único.
| Equipe                | Cidade          | Estádio              | Títulos                                                                | Ref.  |
| --------------------- | --------------- | -------------------- | ---------------------------------------------------------------------- | ----- |
| Brasil de Farroupilha | Farroupilha     | Castanheiras         | —                                                                      | [ 4 ] |
| Cruzeiro-RS           | Porto Alegre    | Arena Cruzeiro       | —                                                                      | [ 4 ] |
| Elite                 | Santo Ângelo    | Bertholdo Christmann | —                                                                      | [ 4 ] |
| Flamengo de São Pedro | Tenente Portela | Miraguai             | —                                                                      | [ 4 ] |
| Futebol com Vida      | Viamão          | CT Futebol com Vida  | —                                                                      | [ 4 ] |
| Grêmio                | Porto Alegre    | Antônio Vieira Ramos | 4 (2000, 2001 e 2018 e 2022)                                           | [ 4 ] |
| Guarany de Bagé       | Bagé            | Estrela D'Alva       | —                                                                      | [ 4 ] |
| Internacional         | Porto Alegre    | SESC Protásio Alves  | 11 (1983, 1984, 1997, 1998, 1999, 2002, 2003, 2017, 2019, 2020 e 2021) | [ 4 ] |
| Juventude             | Caxias do Sul   | Campo da Fras-Le     | 3 (2004, 2005 e 2006)                                                  | [ 4 ] |
| Vidal Pro             | Porto Alegre    | SESC Protásio Alves  | —                                                                      | [ 4 ] |

## Resultados

### Fase final
Em itálico, as equipes que possuem o mando de campo no primeiro jogo ou no jogo único; em negrito as equipes vencedoras.
|  | Semifinais            | Semifinais            | Semifinais | Semifinais |   |        | Final          | Final | Final | Final |  |  |  |  |
|  |                       |                       |            |            |   |        |                |       |       |       |  |  |  |  |
|  | Grêmio                | 2                     | 5          | 7          |   |        |                |       |       |       |  |  |  |  |
|  | Brasil de Farroupilha | 1                     | 0          | 1          |   |        |                |       |       |       |  |  |  |  |
|  | Brasil de Farroupilha | 1                     | 0          | 1          |   | Grêmio | 0              | 1     | 1     |       |  |  |  |  |
|  |                       |                       |            |            |   | Grêmio | 0              | 1     | 1     |       |  |  |  |  |
|  |                       | Internacional         | 2          | 1          | 3 |        |                |       |       |       |  |  |  |  |
|  | Internacional         | Internacional         | 2          | 1          | 3 | 4      | 5              | 9     |       |       |  |  |  |  |
|  | Internacional         |                       |            |            |   | 4      | 5              | 9     |       |       |  |  |  |  |
|  | Juventude             | 1                     | 2          | 3          |   |        |                |       |       |       |  |  |  |  |
|  | Juventude             | 1                     | 2          | 3          |   |        |                |       |       |       |  |  |  |  |
|  |                       |                       |            |            |   |        | Terceiro lugar |       |       |       |  |  |  |  |
|  |                       |                       |            |            |   |        |                |       |       |       |  |  |  |  |
|  |                       | Juventude             | 2          | 2          |   |        |                |       |       |       |  |  |  |  |
|  |                       |                       |            |            |   |        |                |       |       |       |  |  |  |  |
|  |                       | Brasil de Farroupilha | 0          | 0          |   |        |                |       |       |       |  |  |  |  |